# Markus Kurze

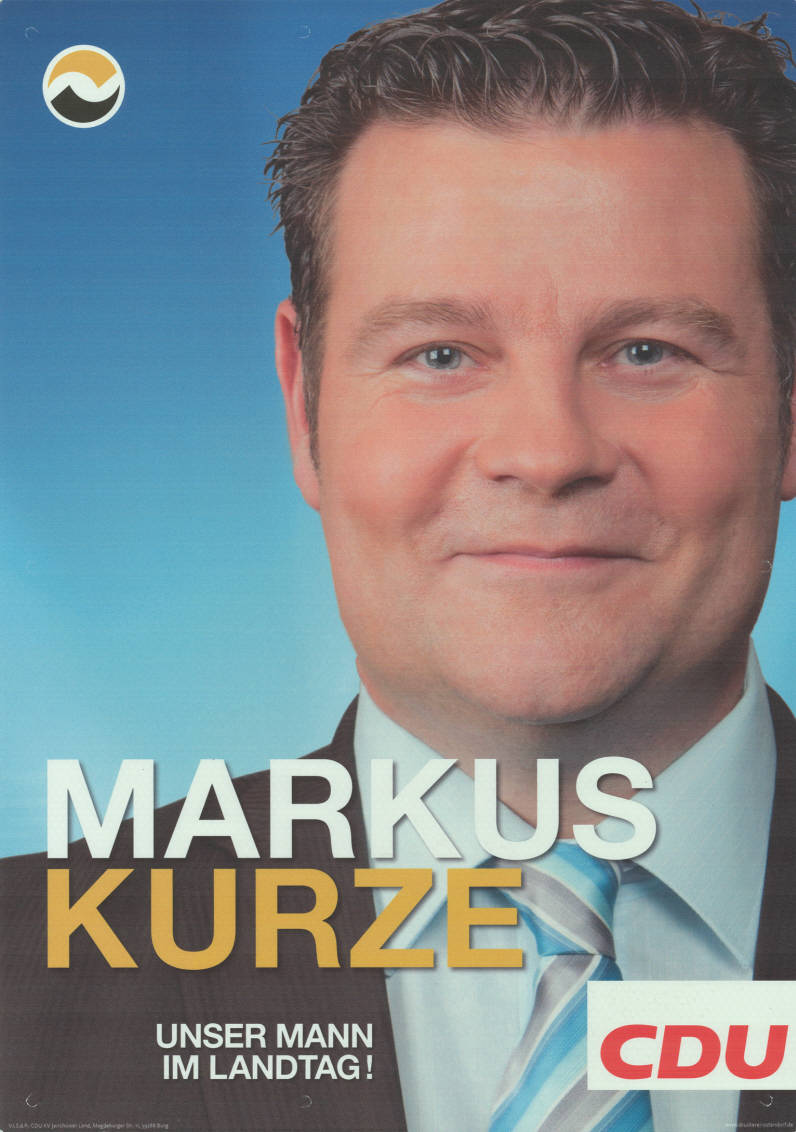

Markus Kurze (* 24. Dezember 1970 in Burg) ist ein deutscher Politiker (CDU). Er ist seit 2002 Mitglied des Landtages von Sachsen-Anhalt.

## Leben und Beruf
1987 schloss Markus Kurze die Polytechnische Oberschule „Erich Weinert“ Burg ab. Es folgte 1991 der Pädagogische Fachschulabschluss am IfL Staßfurt und der PH Magdeburg und 1993 der Pädagogische Hochschulabschluss für das Lehramt an Grundschulen als Grundschullehrer an der PH der TU Otto v. Guericke in Magdeburg. Er absolvierte 1996 eine Anpassungsfortbildung zum Staatlich anerkannten Erzieher. Weitere Qualifizierungen kamen 2000 und 2001 hinzu: zunächst zur Führung der Historischen Gerberei in Burg und ein Jahr später als Museumsmitarbeiter an der Bundesakademie Wolfenbüttel.
Von 1994 bis 1999 war er Abteilungsleiter beim DRK JL e. V. und von 1999 bis 2002 Leiter des Aufbaus des Burger Stadtmuseums. Seit 2002 ist er Hortleiter beim DRK JL e. V. Während der Zeit seines Mandates im Landtag ruht sein Beschäftigungsverhältnis.
Er ist verheiratet und evangelisch, hat einen Sohn und eine Tochter.

## Politik
Kurze trat 1993 in die Junge Union und ein Jahr später in die CDU ein. Von 1998 bis 2006 war er Landesvorsitzender der Jungen Union Sachsen-Anhalt.
Seit der Landtagswahl 2002 ist Kurze als direkt gewählter Abgeordneter für den Wahlkreis 06 (Burg) Mitglied des Landtages von Sachsen-Anhalt. Von 2002 bis 2006 war er jugendpolitischer Sprecher und von 2006 bis 2011 sozialpolitischer Sprecher. Seit 2011 arbeitet er für seine Fraktion im Ausschuss für Bundes- und Europaangelegenheiten sowie Medien und im Ältestenrat. Von 2006 bis 2016 war er stellvertretender Vorsitzender der CDU-Landtagsfraktion Sachsen-Anhalt. Von 2016 bis 2025 war er parlamentarischer Geschäftsführer der CDU-Landtagsfraktion Sachsen-Anhalt.
Kurze war bis 2021 Beisitzer im Landesvorstand der CDU Sachsen-Anhalt. Von 1997 bis 2016 war er Vorsitzender der CDU Burg und stellv. CDU-Kreisvorsitzender im Jerichower Land. Seit 2018 ist er Kreisvorsitzender der CDU Jerichower Land. Von 2004 bis 2024 war er Vorsitzender der CDU-Fraktion im Kreistag des Jerichower Landes und ist seit 2024 der stellv. Vorsitzende der Fraktion. Seit 2024 ist er Vorsitzender des Kreistages Jerichower Land. Seit 2009 ist er Vorsitzender des Stadtrates in Burg. 2004, 2009, 2017 und 2022 war er Mitglied der Bundesversammlung zur Wahl des Bundespräsidenten.
Im Juni 2025 trat er als parlamentarischer Geschäftsführer der CDU-Landtagsfraktion in Sachsen-Anhalt wegen des Vorwurfs sexueller Belästigung zurück.

## Weitere Mitgliedschaften
Seit 2003 ist Kurze Mitglied in der Versammlung der Landesmedienanstalt Sachsen-Anhalt, seit November 2015 ist er Vorsitzender des Vorstandes dieser Versammlung.

## Ehrungen
2020 wurde ihm die Nethe-Medaille der Stadt Burg verliehen.